# Circonscription électorale d'Osaka
La circonscription électorale d'Osaka (大阪府選挙区, Ōsaka-fu senkyo-ku) est une subdivision électorale de la Chambre des conseillers du Japon, représentant la préfecture d'Osaka. Huit conseillers y sont élus selon la méthode du vote unique non transférable.

## Conseillers
| Série 1                           | Série 1                              | Série 1                           | Série 1                         | Série 1                         | Série 1                            | Série 1                   | Série 1               | Élection                           | Série 2                          | Série 2                          | Série 2                         | Série 2                         | Série 2                         | Série 2                         | Série 2 | Série 2 |
| 1er (1947 : 1er, mandat de 6 ans) | 1er (1947 : 1er, mandat de 6 ans)    | 2e (1947 : 2e, mandat de 6 ans)   | 2e (1947 : 2e, mandat de 6 ans) | 3e (1947 : 3e, mandat de 6 ans) | 3e (1947 : 3e, mandat de 6 ans)    | 4e                        | 4e                    | Élection                           | 1er (1947 : 4e, mandat de 3 ans) | 1er (1947 : 4e, mandat de 3 ans) | 2e (1947 : 5e, mandat de 3 ans) | 2e (1947 : 5e, mandat de 3 ans) | 3e (1947 : 6e, mandat de 3 ans) | 3e (1947 : 6e, mandat de 3 ans) | 4e      | 4e      |
| --------------------------------- | ------------------------------------ | --------------------------------- | ------------------------------- | ------------------------------- | ---------------------------------- | ------------------------- | --------------------- | ---------------------------------- | -------------------------------- | -------------------------------- | ------------------------------- | ------------------------------- | ------------------------------- | ------------------------------- | ------- | ------- |
|                                   | Tetsuo Iwaki (ja) (PD)               |                                   | Masakazu Morishita (ja) (PSJ)   |                                 | Mitsuji Nakai (ja) (PD)            | –                         | –                     | 1947                               |                                  | Gisen Satō (PLJ)                 |                                 | Shinzō Ōya (ja) (PLJ)           |                                 | Shigeo Murao (ja) (PSJ)         | –       | –       |
| 1950                              | Tetsuo Iwaki (ja) (PD)               |                                   | Masakazu Morishita (ja) (PSJ)   | Shinzō Ōya (PL)                 | Mitsuji Nakai (ja) (PD)            | –                         | –                     |                                    | Shigeo Murao (PSJ)               |                                  | Gisen Satō (PL)                 |                                 |                                 |                                 | –       | –       |
|                                   | Tetsuo Iwaki (ja) (PD)               | Fukuzō Nakayama (ja) (Ryokufūkai) |                                 | Shinzō Ōya (PL)                 | Haruji Mizobuchi (ja) (PL)         | –                         | –                     | 1951,                              | Shigeo Murao (PSJ)               |                                  | Gisen Satō (PL)                 |                                 |                                 |                                 | –       | –       |
|                                   | Masakazu Morishita (PSJ de droite)   | Fukuzō Nakayama (ja) (Ryokufūkai) |                                 | Shinzō Ōya (PL)                 | Tokuji Kameda (ja) (PSJ de gauche) | –                         | –                     | 1953                               | Shigeo Murao (PSJ)               |                                  | Gisen Satō (PL)                 |                                 |                                 |                                 | –       | –       |
| 1956                              | Masakazu Morishita (PSJ de droite)   | Fukuzō Nakayama (ja) (Ryokufūkai) |                                 | Gisen Satō (PLD)                | Tokuji Kameda (ja) (PSJ de gauche) | –                         | –                     | Shigeo Tsubaki (ja) (PSJ)          |                                  | Giichirō Shiraki (ja) (Ind.)     |                                 |                                 |                                 |                                 | –       | –       |
|                                   | Mitsuzō Ōkawa (ja) (PLD)             | Fukuzō Nakayama (ja) (Ryokufūkai) | 1957,                           | Gisen Satō (PLD)                | Tokuji Kameda (ja) (PSJ de gauche) | –                         | –                     | Shigeo Tsubaki (ja) (PSJ)          |                                  | Giichirō Shiraki (ja) (Ind.)     |                                 |                                 |                                 |                                 | –       | –       |
|                                   | Siège vacant (5 avril - 2 juin 1959) | Fukuzō Nakayama (ja) (Ryokufūkai) | ,1959                           | Mitsuzō Ōkawa (PLD)             | Tokuji Kameda (ja) (PSJ de gauche) | –                         | –                     | Shigeo Tsubaki (ja) (PSJ)          |                                  | Giichirō Shiraki (ja) (Ind.)     |                                 |                                 |                                 |                                 | –       | –       |
|                                   | Bunzō Akama (PLD)                    |                                   | Shigeo Murao (PSJ)              | Mitsuzō Ōkawa (PLD)             |                                    | –                         | –                     | Shigeo Tsubaki (ja) (PSJ)          | Tokuji Kameda (PSJ)              | Giichirō Shiraki (ja) (Ind.)     | 1959                            |                                 |                                 |                                 | –       | –       |
| 1962                              | Bunzō Akama (PLD)                    |                                   | Shigeo Murao (PSJ)              | Shigeo Tsubaki (PSJ)            |                                    | –                         | –                     | Giichirō Shiraki (Ind.)            | Tokuji Kameda (PSJ)              |                                  | Fukuzō Nakayama (PLD)           |                                 |                                 |                                 | –       | –       |
|                                   | Bunzō Akama (PLD)                    | Fujio Tashiro (ja) (Kōmeitō)      | 1965                            | Shigeo Tsubaki (PSJ)            |                                    | –                         | –                     | Giichirō Shiraki (Ind.)            | Tokuji Kameda (PSJ)              |                                  | Fukuzō Nakayama (PLD)           |                                 |                                 |                                 | –       | –       |
| 1968                              | Bunzō Akama (PLD)                    | Fujio Tashiro (ja) (Kōmeitō)      |                                 | Tarō Nakayama (PLD)             |                                    | –                         | –                     | Giichirō Shiraki (Kōmeitō)         | Tokuji Kameda (PSJ)              |                                  | Shigeo Murao (PDS)              |                                 |                                 |                                 | –       | –       |
| Shizuko Sasaki (ja) (PSJ)         | Bunzō Akama (PLD)                    | Fujio Tashiro (ja) (Kōmeitō)      | 1971                            | Tarō Nakayama (PLD)             |                                    | –                         | –                     | Giichirō Shiraki (Kōmeitō)         |                                  |                                  | Shigeo Murao (PDS)              |                                 |                                 |                                 | –       | –       |
| Shizuko Sasaki (ja) (PSJ)         |                                      | Fujio Tashiro (ja) (Kōmeitō)      | Takeko Kutsunugi (ja) (PCJ)     | Tarō Nakayama (PLD)             | 1973,                              | –                         | –                     | Giichirō Shiraki (Kōmeitō)         |                                  |                                  | Shigeo Murao (PDS)              |                                 |                                 |                                 | –       | –       |
| Shizuko Sasaki (ja) (PSJ)         | 1974                                 | Fujio Tashiro (ja) (Kōmeitō)      | Takeko Kutsunugi (ja) (PCJ)     | Tarō Nakayama (PLD)             |                                    | –                         | –                     | Giichirō Shiraki (Kōmeitō)         | Atsushi Hashimoto (ja) (PCJ)     |                                  |                                 |                                 |                                 |                                 | –       | –       |
|                                   | Tai Morishita (ja) (PLD)             | Fujio Tashiro (ja) (Kōmeitō)      |                                 | Tarō Nakayama (PLD)             | Takeko Kutsunugi (PCJ)             | –                         | –                     | Giichirō Shiraki (Kōmeitō)         | Atsushi Hashimoto (ja) (PCJ)     | 1977                             |                                 |                                 |                                 |                                 | –       | –       |
| 1980                              | Tai Morishita (ja) (PLD)             | Fujio Tashiro (ja) (Kōmeitō)      |                                 | Tarō Nakayama (PLD)             | Takeko Kutsunugi (PCJ)             | –                         | –                     | Eiichi Nakamura (ja) (Ind.)        |                                  | Giichirō Shiraki (Kōmeitō)       |                                 |                                 |                                 |                                 | –       | –       |
|                                   | Knock Yokoyama (Ind.)                | Fujio Tashiro (ja) (Kōmeitō)      |                                 | Tarō Nakayama (PLD)             | Tai Morishita (PLD)                | –                         | –                     | Eiichi Nakamura (ja) (Ind.)        | 1983                             | Giichirō Shiraki (Kōmeitō)       |                                 |                                 |                                 |                                 | –       | –       |
| 1986                              | Knock Yokoyama (Ind.)                | Fujio Tashiro (ja) (Kōmeitō)      |                                 | Kiyoshi Nishikawa (Ind.)        | Tai Morishita (PLD)                | –                         | –                     |                                    | Akinori Mineyama (ja) (Kōmeitō)  |                                  | Takeko Kutsunugi (PCJ)          |                                 |                                 |                                 | –       | –       |
| Kazutaka Tsuboi (ja) (PLD)        | Knock Yokoyama (Ind.)                | Fujio Tashiro (ja) (Kōmeitō)      | 1987,                           | Kiyoshi Nishikawa (Ind.)        |                                    | –                         | –                     |                                    | Akinori Mineyama (ja) (Kōmeitō)  |                                  | Takeko Kutsunugi (PCJ)          |                                 |                                 |                                 | –       | –       |
| Kazutaka Tsuboi (ja) (PLD)        | Knock Yokoyama (Ind.)                |                                   | Hidekatsu Yoshii (PCJ)          | Kiyoshi Nishikawa (Ind.)        | 1988,                              | –                         | –                     |                                    | Akinori Mineyama (ja) (Kōmeitō)  |                                  | Takeko Kutsunugi (PCJ)          |                                 |                                 |                                 | –       | –       |
|                                   | Takashi Tanihata (PSJ)               |                                   | Knock Yokoyama (Ind.)           | Kiyoshi Nishikawa (Ind.)        |                                    | –                         | –                     | Kazuyoshi Shirahama (ja) (Kōmeitō) | Akinori Mineyama (ja) (Kōmeitō)  | 1989                             | Takeko Kutsunugi (PCJ)          |                                 |                                 |                                 | –       | –       |
| 1992                              | Takashi Tanihata (PSJ)               | Eiichi Yamashita (ja) (Kōmeitō)   | Knock Yokoyama (Ind.)           | Kiyoshi Nishikawa (Ind.)        |                                    | –                         | –                     | Kazuyoshi Shirahama (ja) (Kōmeitō) | Kazutaka Tsuboi (PLD)            |                                  |                                 |                                 |                                 |                                 | –       | –       |
|                                   | Kazuyoshi Shirahama (Shinshintō)     | Eiichi Yamashita (ja) (Kōmeitō)   |                                 | Kiyoshi Nishikawa (Ind.)        | Yoshiki Yamashita (ja) (PCJ)       | –                         | –                     |                                    | Kazutaka Tsuboi (PLD)            | Shūzen Tanigawa (ja) (PLD)       | 1995                            |                                 |                                 |                                 | –       | –       |
| 1998                              | Kazuyoshi Shirahama (Shinshintō)     |                                   | Eiichi Yamashita (Kōmeitō)      | Kiyoshi Nishikawa (Ind.)        | Yoshiki Yamashita (ja) (PCJ)       | –                         | –                     |                                    | Takeshi Miyamoto (ja) (PCJ)      | Shūzen Tanigawa (ja) (PLD)       |                                 |                                 |                                 |                                 | –       | –       |
|                                   | Shūzen Tanigawa (PLD)                |                                   | Eiichi Yamashita (Kōmeitō)      | Kiyoshi Nishikawa (Ind.)        | Kazuyoshi Shirahama (Kōmeitō)      | –                         | –                     |                                    | Takeshi Miyamoto (ja) (PCJ)      | Takashi Yamamoto (PDJ)           | 2001                            |                                 |                                 |                                 | –       | –       |
| 2004                              | Shūzen Tanigawa (PLD)                |                                   | Eiichi Yamashita (Kōmeitō)      | Motoyuki Odachi (ja) (PDJ)      | Kazuyoshi Shirahama (Kōmeitō)      | –                         | –                     |                                    | Issei Kitagawa (ja) (PLD)        | Takashi Yamamoto (PDJ)           |                                 |                                 |                                 |                                 | –       | –       |
|                                   | Satoshi Umemura (ja) (PDJ)           |                                   | Eiichi Yamashita (Kōmeitō)      | Motoyuki Odachi (ja) (PDJ)      | Kazuyoshi Shirahama (Kōmeitō)      | –                         | –                     | Shūzen Tanigawa (PLD)              | Issei Kitagawa (ja) (PLD)        | 2007                             |                                 |                                 |                                 |                                 | –       | –       |
| 2010                              | Satoshi Umemura (ja) (PDJ)           |                                   | Hirotaka Ishikawa (Kōmeitō)     |                                 | Kazuyoshi Shirahama (Kōmeitō)      | –                         | –                     | Shūzen Tanigawa (PLD)              | Issei Kitagawa (PLD)             |                                  | Motoyuki Odachi (PDJ)           |                                 |                                 |                                 | –       | –       |
|                                   | Tōru Azuma (ARJ)                     |                                   | Hirotaka Ishikawa (Kōmeitō)     | Takuji Yanagimoto (ja) (PLD)    |                                    | Hisatake Sugi (Kōmeitō)   |                       | Kōtarō Tatsumi (ja) (PCJ)          | Issei Kitagawa (PLD)             | 2013                             | Motoyuki Odachi (PDJ)           |                                 |                                 |                                 | –       | –       |
| 2016                              | Tōru Azuma (ARJ)                     |                                   | Rui Matsukawa (PLD)             | Takuji Yanagimoto (ja) (PLD)    |                                    | Hisatake Sugi (Kōmeitō)   | Hitoshi Asada (Ishin) | Kōtarō Tatsumi (ja) (PCJ)          |                                  | Hirotaka Ishikawa (Kōmeitō)      |                                 | Kaori Takagi (Ishin)            |                                 |                                 |         |         |
|                                   | Mizuho Umemura (Ishin)               |                                   | Rui Matsukawa (PLD)             | Tōru Azuma (Ishin)              |                                    | Hisatake Sugi (Kōmeitō)   | Hitoshi Asada (Ishin) | Fusae Ōta (PLD)                    | 2019                             | Hirotaka Ishikawa (Kōmeitō)      |                                 | Kaori Takagi (Ishin)            |                                 |                                 |         |         |
| 2022                              | Mizuho Umemura (Ishin)               |                                   | Kaori Takagi (Ishin)            | Tōru Azuma (Ishin)              |                                    | Hisatake Sugi (Kōmeitō)   | Rui Matsukawa (PLD)   | Fusae Ōta (PLD)                    |                                  | Hitoshi Asada (Ishin)            |                                 | Hirotaka Ishikawa (Kōmeitō)     |                                 |                                 |         |         |
|                                   | Rie Sasaki (Ishin)                   |                                   | Kaori Takagi (Ishin)            | Futoshi Okazaki (ja) (Ishin)    |                                    | Chisato Miyade (Sanseitō) | Rui Matsukawa (PLD)   |                                    | Hisatake Sugi (Kōmeitō)          | Hitoshi Asada (Ishin)            | 2025                            | Hirotaka Ishikawa (Kōmeitō)     |                                 |                                 |         |         |